# 2020年代の日本
2020年代の日本（2020ねんだいのにほん）では、2020年代の日本の予定・出来事・流行・世相などについてまとめる。
日本の元号では、令和2年から令和11年に当たる。

## できごと

### 2020年
- 1月16日 - 日本国内で新型コロナウイルス感染症（COVID-19）の感染者が初めて報告される[1]。
- 2月3日 - 新型コロナウイルスの集団感染が報告されたクルーズ船・ダイヤモンド・プリンセスが横浜港へ寄港、長期間の検疫体制に入る[2]。
- 2月27日 - 安倍晋三首相が新型コロナウイルスの感染拡大を受け、3月2日から春休みまで全国の小中高校および特別支援学校の一斉臨時休校を要請[3]。
- 3月24日 - 新型コロナウイルスの世界的流行に伴い、2020年東京オリンピック、パラリンピックの開催が「1年程度」延期されることが決定[4]。
- 3月29日 - ザ・ドリフターズのメンバーでコメディアンの志村けんが新型コロナウイルス感染症による肺炎で死去[5]。
- 4月1日 - 改正民法（債権法）が施行された。約120年ぶりの大幅改正[6]。
- 4月7日 - 安倍晋三首相が新型コロナウイルスの感染拡大を受け、改正新型インフルエンザ等対策特別措置法に基づく初の緊急事態宣言を発令[7]。
- 7月3日 - 翌4日にかけて熊本県を中心に記録的な大雨となり、河川の氾濫や土砂崩れが発生。他地域での集中豪雨も含め、令和2年7月豪雨と命名される。死者84名の人的被害。
- 9月16日 - 第4次安倍内閣 (第2次改造)が総辞職し、菅義偉内閣が発足。
- 11月1日 - 大阪市を廃止し特別区を設置することについての投票（大阪都構想の是非を問う住民投票）が行われ、反対票が上回り否決。
- 12月6日 - 日本の小惑星探査機「はやぶさ2」が地球へ帰還。回収カプセルをオーストラリアのウーメラ試験場に投下し、本体は地球をフライバイして次の探査目標（小惑星「1998 KY26」、2031年7月到着予定）へ向かった[8]。
- 12月28日 - 映画『劇場版「鬼滅の刃」無限列車編』の興行収入が324億円を突破し、『千と千尋の神隠し』（2001年）を超えて歴代興行収入1位となる[9]。

### 2021年
- 2月17日 - 新型コロナウイルスワクチン（ファイザー製）の国内接種が開始される[10]。
- 3月11日 - 東日本大震災（東北地方太平洋沖地震）および福島第一原子力発電所事故の発生から10年。
- 7月3日 - 静岡県熱海市伊豆山地区で大規模な土石流が発生（熱海市伊豆山土石流災害）、死者26名、行方不明者1名の人的被害。
- 7月～8月 - 新型コロナウイルスの世界的流行に伴い、史上初の延期が決定された第32回夏季オリンピック（東京オリンピック）および第16回夏季パラリンピック（東京パラリンピック）が開催[11]。
- 9月1日 - デジタル庁が発足。
- 10月4日 - 菅義偉内閣が総辞職し、第1次岸田内閣が発足。
- 10月5日 - プリンストン大学上席研究員の真鍋淑郎（アメリカ国籍）が気候変動モデルの研究で評価され、ノーベル物理学賞を受賞[12]。
- 10月26日 - 秋篠宮家の長女・眞子内親王が、大学時代の同級生・小室圭と結婚し、民間人となる（皇籍離脱）[13]。
- 10月31日 - 第49回衆議院議員総選挙の実施。
- 11月10日 - 第1次岸田内閣が総辞職し、第2次岸田内閣が発足。
- 11月18日 - メジャーリーグ、ロサンゼルス・エンゼルス所属の大谷翔平がアメリカンリーグの最優秀選手賞（MVP）を受賞。日本人選手の受賞は2001年のイチロー以来2人目[14]。

### 2022年
- 4月1日 - 改正民法が施行され、日本の法律上の成人年齢が18歳に引き下げられた。また、結婚が可能となる年齢が男女ともに18歳となった[15]。
- 4月19日 - 世界最高齢の存命人物であった田中カ子が119歳107日（長寿歴代2位）で死去[16]。
- 7月8日 - 奈良市内の大和西大寺駅付近にて、元首相の安倍晋三が銃殺された。
- 7月10日 -  第26回参議院議員通常選挙の実施。
- 8月13日〜15日 -  コミックマーケット100が開催。
- 9月23日 - 西九州新幹線（九州新幹線の西九州ルート〈長崎ルート〉、武雄温泉駅〜長崎駅間）が在来線特急との対面乗り換え方式（リレー方式）で暫定開業。
- 10月4日 - 東京ヤクルトスワローズの村上宗隆がシーズン最終戦で日本人登録選手では最多となる第56号本塁打を達成。この年、NPB史上最年少で三冠王を獲得。
- 10月20日 - 円相場が一時、1ドル150円台まで値下がり。1990年8月以来32年ぶりの円安水準となる。
- 11月20日〜12月18日 - 2022 FIFAワールドカップが開催。日本代表は2大会連続・4度目の決勝トーナメント進出を果たした。
- 12月11日 - NASAの月試料収集プロジェクトに参加する日本の宇宙ベンチャーispaceによる月面着陸船が打ち上げられた。民間初となる月面探査プログラム「HAKUTO-R」の最初のミッション（月面着陸ミッション）で、月面着陸船により月の表土サンプルを収集する予定であったが、2023年4月26日、着陸時に通信が途絶えた（本年はispace Japan〈東京本社〉が実施）[17][18][19]。

### 2023年
- 3月8日〜3月21日 - 2023 ワールド・ベースボール・クラシックが開催。日本が3大会ぶり3度目の優勝。大会MVPには大谷翔平が選出された。
- 4月1日 - こども家庭庁が発足。
- 5月8日 - 新型コロナウイルスの感染症法上の位置付けが結核・SARSと同等の2類から季節性インフルエンザ等と同等の5類に引き下げられた。
- 5月19日～5月21日 - 第49回先進国首脳会議（G7サミット）が広島で開催。

### 2024年
- 1月1日 - 能登半島地震が発生[20]。
- 1月2日 - 羽田空港地上衝突事故が発生[21]。
- 3月16日 - 北陸新幹線の金沢駅〜敦賀駅間が開業。当初は2022年度末に開業予定であったが、工事の遅れから延期された[22]。
- 7月3日 - 日本国政府が新紙幣（F号券）を発行。新たに採用される肖像画の人物は渋沢栄一（一万円紙幣）、津田梅子（五千円紙幣）、北里柴三郎（千円紙幣）となる[23]。
- 7月4日 - 東証株価指数（TOPIX）が34年半ぶりに最高値を更新[24]。
- 10月1日 - 石破内閣が発足[25]。
- 10月11日 - 日本原水爆被害者団体協議会（被団協）がノーベル平和賞を受賞[25]。
- 10月27日 - 第50回衆議院議員総選挙が投開票。自由民主党が191議席、公明党が24議席、連立与党の合計は215議席で、過半数の233議席を下回り、少数与党に転落[25]。

### 2025年
- 2月26日～4月7日 - 岩手県大船渡市で大規模な山林火災が発生（大船渡市山林火災）。
- 3月27日 - JR東日本の高輪ゲートウェイ駅が本格開業（高輪ゲートウェイシティ）。
- 4月13日～10月13日（予定） - 大阪市で2025年日本国際博覧会（大阪・関西万博）が開催。

## 予定・予測されるできごと

### 2025年
- 昭和100年問題により、日本の官公庁や金融機関などのアプリケーションソフトウェアが誤動作すると危惧されている。
- 第27回参議院議員通常選挙の実施。
- NHK開局100周年を迎える。
- JAXAは「JAXA Vision 2025」で、月面に人型ロボットが居住するビジョンを描いている。
- 三菱総合研究所は、日本が海資源により、年間2000万キロリットルのバイオエタノール、年間1950トンのウランを生産していると見込んでいる。
- トヨタ自動車がこの年までに一般道自動運転車の商品化を予定[26]。
- 住民基本台帳カードがこの年限りで全て無効となる。

### 2026年
- 丙午 (ひのえうま) 。この頃の出生数は既に減少傾向にあり、1846年、1906年、1966年の際とは異なり、人口動態に大きな影響は与えないと予測される。
- 大正時代に生まれた人がこの年から全員100歳以上になる。
- 昭和改元100周年。

### 2027年
- 私学共済が厚生年金に統合される。
- 横浜市で国際園芸博覧会（花博、A1認定）開催予定[27]。
- 2013年より始まった渋谷駅周辺の再開発事業が完了予定。
- JR大阪駅北側の再開発エリア「うめきた2期地区」が2027年度中に全体開業予定（2024年夏頃に一部先行まちびらき予定）[28]。

### 2028年
- この年の5月までに、三菱地所による、高さ日本一を更新する約385メートル（地上62階）の超高層ビル「Torch Tower（トーチタワー）」が東京駅日本橋口前（常盤橋街区）に完成予定[29][30][31]。
- 第28回参議院議員通常選挙の実施。

### 2029年
- 新宿駅西口に高さ約260メートル（地上48階）の超高層ビルが2029年度中に完成予定[32]。

## 政治と外交

### 政治
自民党政権
- 第4次安倍内閣 (第2次改造)
- 菅義偉内閣
- 第1次岸田内閣
- 第2次岸田内閣
- 石破内閣

2020年代の内閣総理大臣

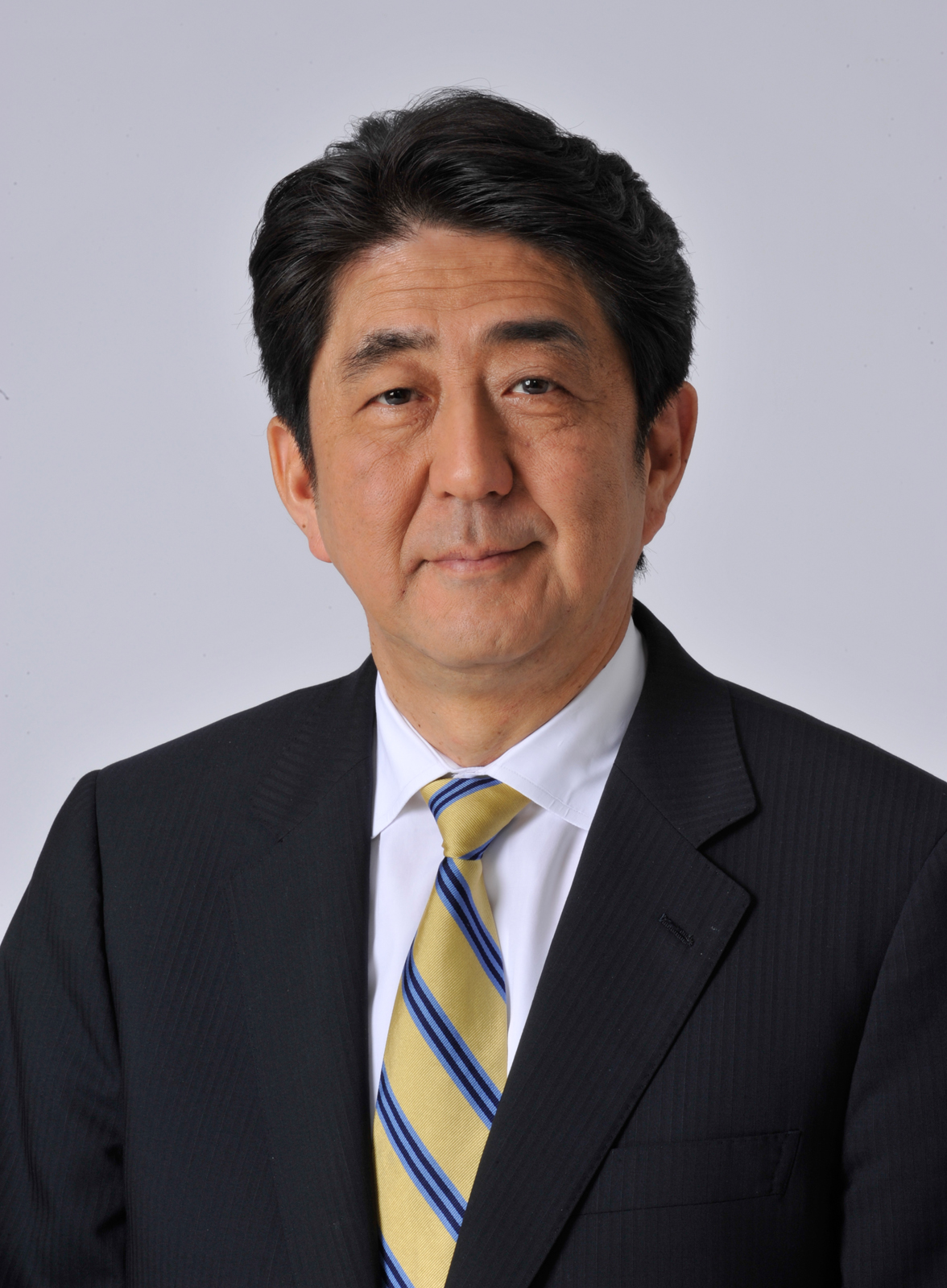
安倍晋三 （-2020年）
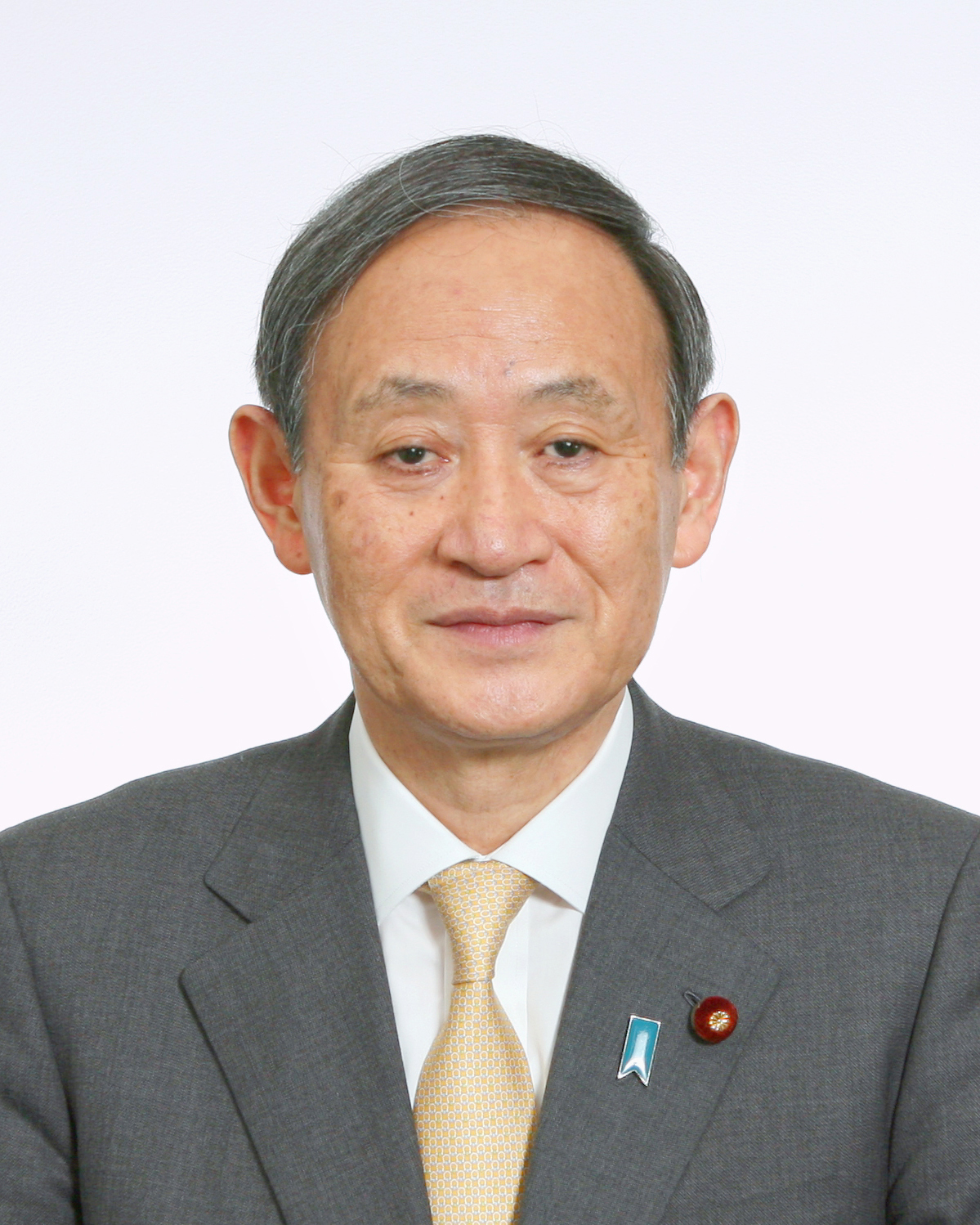
菅義偉 （2020-2021年）
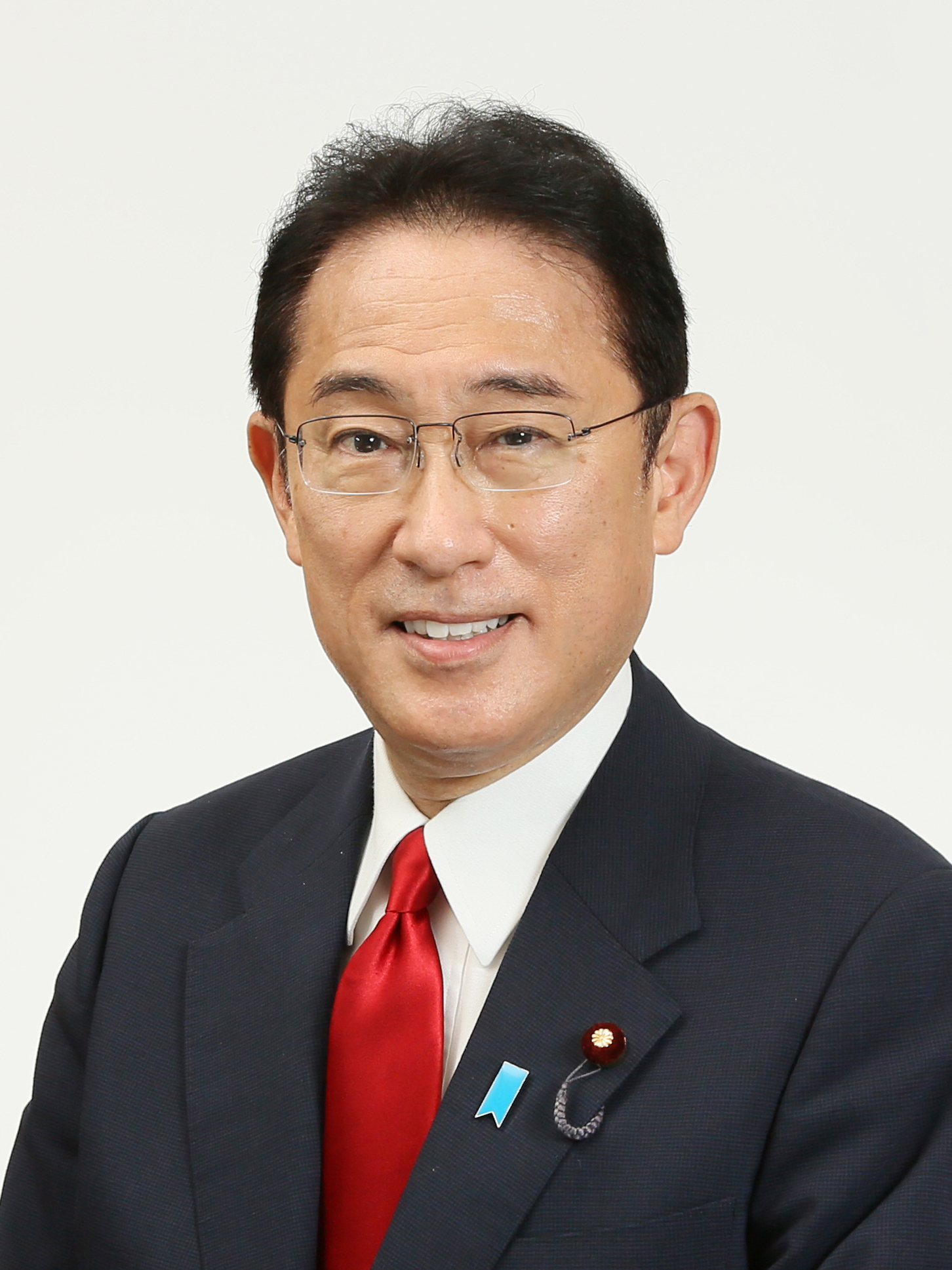
岸田文雄 （2021-2024年）
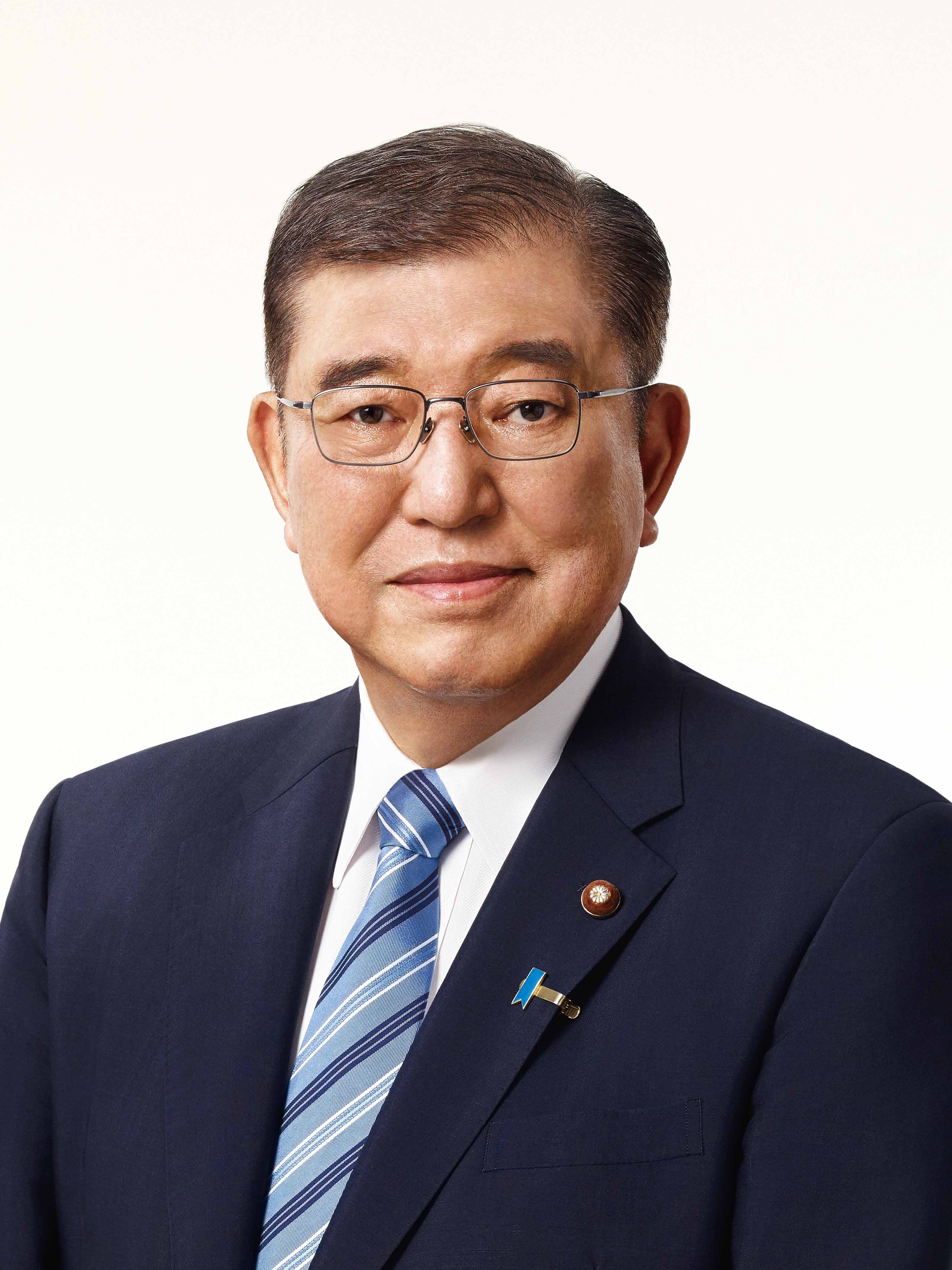
石破茂 （2024年-）

## 社会
- 2020年代は新型コロナウイルスの世界的流行と共に始まった。コロナ禍には3密、非接触、リモート、ソーシャル・ディスタンスなどの用語が定着した[33]。
- コロナ禍で人々の生活スタイルが変化し、在宅時間が増えたことでネット通販、フードデリバリー、ライブ配信、オンラインゲームなどの巣ごもり需要が拡大した[34]。
- コロナ禍での特別定額給付金の支給の遅れなどから日本のデジタル行政の遅れが露わとなる中、行政のデジタル化の司令塔を担う「デジタル庁」が発足した[35]。また、民間企業におけるデジタル・トランスフォーメーション（DX）の推進が課題となった[36]。
- 2021年以降、コロナ禍の反動による人手不足、ロシアによるウクライナ侵攻などを背景とする世界的なインフレーションが発生。日本でも2022年度の消費者物価指数は前年度から平均3.0%の上昇となり、1981年度以来41年ぶりの上げ幅となった[37]。

## 文化と芸術
- 新型コロナウイルスの世界的流行以降、文化・芸術は活動の自粛を余儀なくされ、多くの分野で危機的な状況に陥っている。文化庁は各種支援策を打ち出しているが、欧州に比べて手薄であるとの指摘がある[38]。一方、在宅期間の増加による巣ごもり需要により、ゲーム分野をはじめとする、デジタルと親和性が高い業界の成長が見込まれている。

### インターネット
- スマートフォン向けショート動画アプリのTikTokが若年層を中心に人気を得る。
- コロナ禍以降のリモートワークやオンライン学習の普及により、Zoom、Microsoft Teamsなどのアプリケーションがシェアを拡大する。
- 3Dアバターを使用して動画配信を行うバーチャルYoutuber（Vtuber）の市場が拡大する。

### ゲーム

#### コンピュータゲーム
- テレビゲーム市場ではマイクロソフトが「Xbox Series X/S」、ソニー・インタラクティブエンタテインメント (SIE) が「PlayStation 5」を2020年にそれぞれ発売（第9世代）。また、任天堂が「Nintendo Switch 2」を2025年に発売（第10世代）。

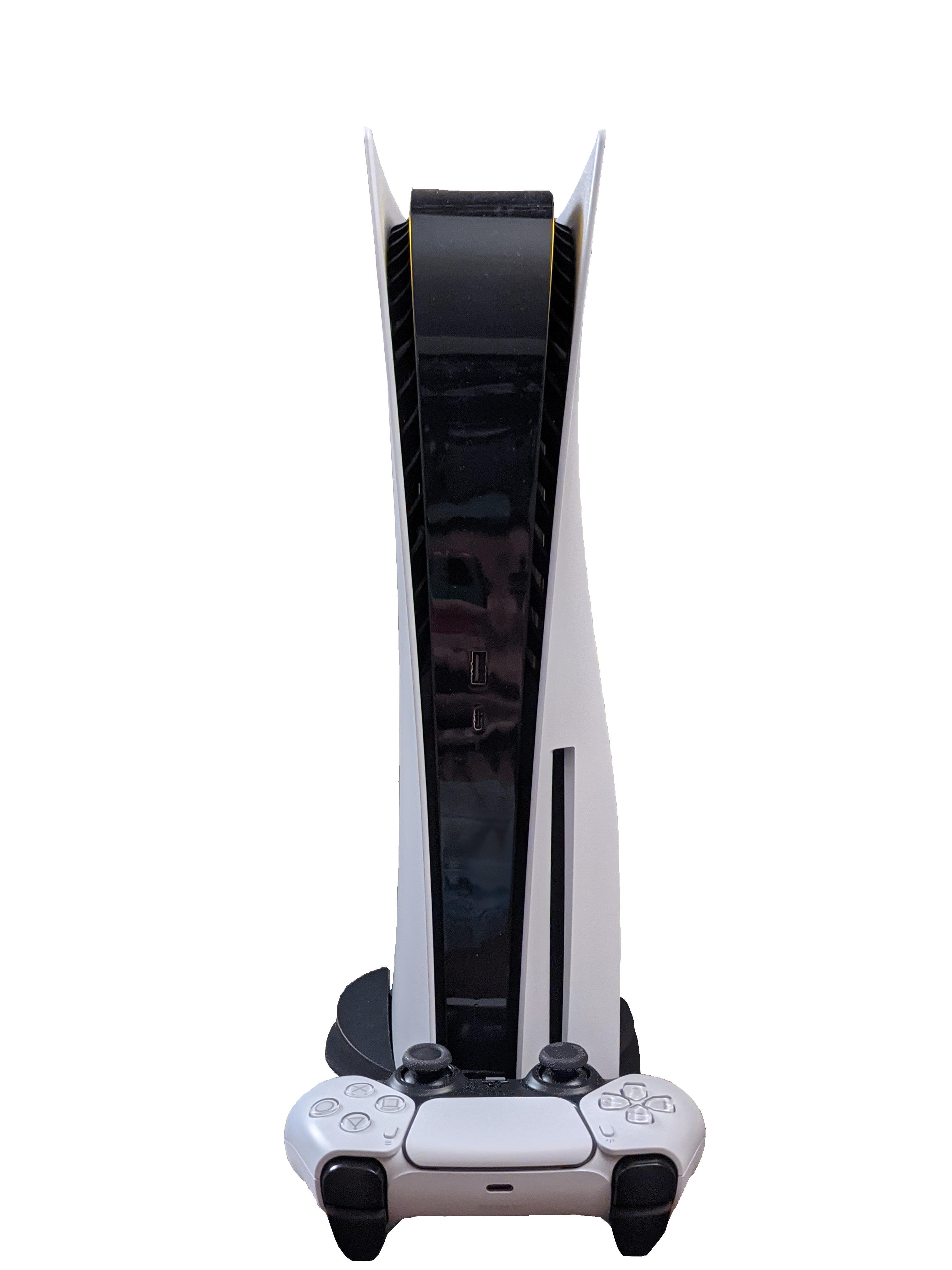
PlayStation 5
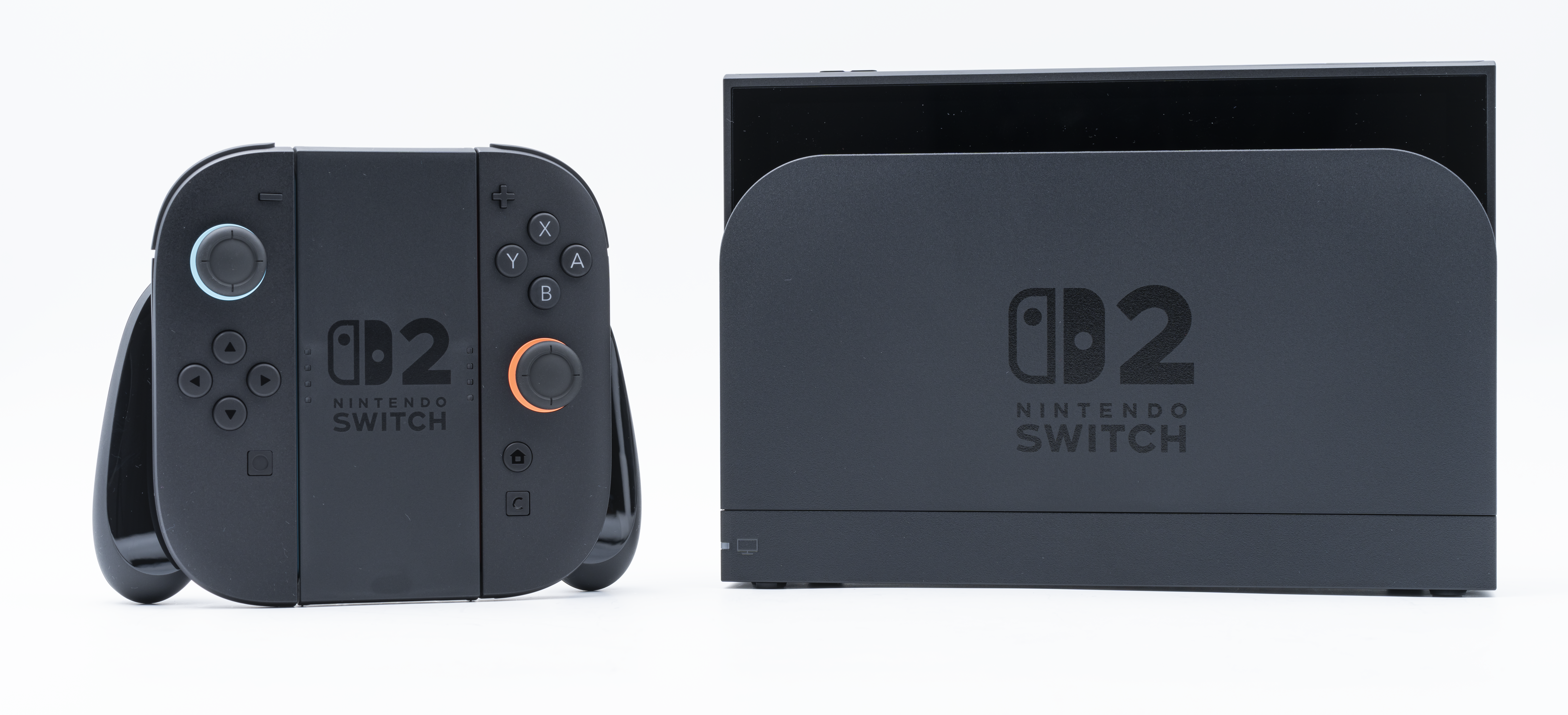
Nintendo Switch 2

### テレビ・芸能
- 若年層を中心にテレビ離れが進む中、放送と通信の融合が加速。NHKは2020年4月に常時同時配信サービスのNHKプラスを開始した。また民放キー局も2021年以降、相次いでTVerでのテレビ番組のネット同時配信に乗り出している[39]。
- メディアの中心が地上波テレビからインターネットへ移りつつあることや、ジャニー喜多川の死去など大物経営者の世代交代、新型コロナウイルス感染症の流行による仕事の減少など複数の要因により、芸能事務所の求心力が低下したことで、芸能人がプロダクションから独立・移籍するケースが相次ぐ[40][41]。

### アニメ・漫画
- 『鬼滅の刃』（吾峠呼世晴）の記録的ヒット。2020年10月に公開された映画『劇場版 鬼滅の刃 無限列車編』の興行収入は400億円を超え、国内の歴代興行収入記録を更新した[42]。
- 『進撃の巨人』（諫山創）の原作漫画が2021年に完結、約11年半の長期連載が終了した。また、アニメも2023年に最終回が放送された[43][44]。
- 週刊少年ジャンプでは『呪術廻戦』（芥見下々）、『チェンソーマン』（藤本タツキ）などの話題作があったほか、漫画アプリの少年ジャンプ+からも『SPY×FAMILY』（遠藤達哉）などメディアミックス化される人気作品が登場した。

### 音楽
- CDの売上枚数に代わり、音楽ストリーミングサービスでの再生回数が楽曲のヒット指標として定着する。それに伴いYouTubeやTikTokなどのSNSを活動の場とするアーティスト、YOASOBI、Adoをはじめとするネットカルチャー発のアーティストやボカロPのメインストリーム化が進む[45][46]。
- アイドル業界においては、若年層を中心にソーシャルメディア戦略に長けたK-POPの人気が高まる。また、韓国の芸能事務所と共同でプロデュースされたNiziU、JO1などのグローバルグループが相次いでデビューした。
- 2023年にジャニー喜多川性加害問題が明らかになり、ジャニーズ事務所がマネジメント業務を廃止。新たにSTARTO ENTERTAINMENTが発足した[47]。

## 人物

### 音楽

#### ポピュラー音楽
- 久石譲（1950年 - ）
- 田中公平（1954年 - ）
- 桑田佳祐（1956年 - ）
- 武部聡志（1957年 - ）
- 鷺巣詩郎（1957年 - ）
- 秋元康（1958年 - ）
- 小林武史（1959年 - ）
- 千住明（1960年 - ）
- 松本孝弘（1961年 - ）
- 菅野よう子（1963年 - ）
- 高梨康治（1963年 - ）
- 稲葉浩志（1964年 - ）
- 梶浦由紀（1965年 - ）
- 服部隆之（1965年 - ）
- スガシカオ（1966年 - ）
- 草野マサムネ（1967年 - ）
- 福山雅治（1969年 - ）
- 桜井和寿（1970年 - ）
- 佐藤直紀（1970年 - ）
- 椎名豪（1974年 - ）
- 新藤晴一（1974年 - ）
- 岡野昭仁（1974年 - ）
- 岩沢厚治（1976年 - ）
- 後藤正文（1976年 - ）
- 北川悠仁（1977年 - ）
- 小渕健太郎（1977年 - ）
- 黒田俊介（1977年 - ）
- 菅野祐悟（1977年 - ）
- 藤原基央（1979年 - ）
- 松隈ケンタ（1979年 - ）
- 中田ヤスタカ（1980年 - ）
- 前山田健一（1980年 - ）
- 山口一郎（1980年 - ）
- 澤野弘之（1980年 - ）
- 秦基博（1980年 - ）
- 星野源（1981年 - ）
- 杉山勝彦（1982年 - ）
- 水野良樹（1982年 - ）
- TK（1982年 - ）
- 宇多田ヒカル（1983年 - ）
- 吉岡聖恵（1984年 - ）
- 清水依与吏（1984年 - ）
- 尾崎世界観（1984年 - ）
- 斎藤宏介（1985年 - ）
- 野田洋次郎（1985年 - ）
- 片岡健太（1985年 - ）
- Fukase（1985年 - ）
- saori（1986年 - ）
- 渋谷龍太（1987年 - ）
- LiSA（1987年 - ）
- 三浦大知（1987年 - ）
- Taka（1988年 - ）
- トップハムハット狂（1988年 - ）
- 折坂悠太（1989年 - ）
- 岡崎体育（1989年 - ）
- DJ松永（1990年 - ）
- meiyo（1991年 - ）
- 米津玄師（1991年 - ）
- 平井大（1991年 - ）
- 藤原聡（1991年 - ）
- R-指定（1991年 - ）
- 常田大希（1992年 - ）
- はっとり（1993年 - ）
- 井口理（1993年 - ）
- 優里（1994年 - ）
- Ayase（1994年 - ）
- あいみょん（1995年 - ）
- n-buna（1995年 - ）
- キタニタツヤ（1996年 - ）
- 秋山黄色（1996年 - ）
- こっちのけんと（1996年 - ）
- 大森元貴（1996年 - ）
- 藤井風（1997年 - ）
- Vaundy（2000年 - ）
- 幾田りら（2000年 - ）
- imase（2000年 - ）
- 崎山蒼志（2002年 - ）
- Ado（2002年 - ）
- なとり（2003年 - ）

### 漫画・アニメ
- 古谷三敏（1936年 - 2021年）
- さいとう・たかを（1936年 - 2021年）
- ちばてつや（1939年 - ）
- 北見けんいち（1940年 - ）
- 宮崎駿（1941年 - ）
- やまさき十三（1941年 - ）
- つげ忠男（1941年 - ）
- 富野由悠季（1941年 - ）
- 高橋良輔（1943年 - ）
- 谷口守泰（1943年 - ）
- 高橋信也（1943年 - ）
- オダシゲ（1943年 - ）
- 池上遼一（1944年 - ）
- わたせせいぞう（1945年 - ）
- 立原あゆみ（1946年 - ）
- 花輪和一（1947年 - ）
- 松森正（1947年 - ）
- 植田まさし（1947年 - ）
- かざま鋭二（1947年 - 2022年）
- 武論尊（1947年 - ）
- 本宮ひろ志（1947年 - ）
- 尾瀬あきら（1947年 - ）
- 西岸良平（1947年 - ）
- 大島弓子（1947年 - ）
- 弘兼憲史（1947年 - ）
- 山岸凉子（1947年 - ）
- 安彦良和（1947年 - ）
- 大河原邦男（1947年 - ）
- 小山ゆう（1948年 - ）
- かわぐちかいじ（1948年 - ）
- 鈴木敏夫（1948年 - ）
- 柳沢きみお（1948年 - ）
- 萩尾望都（1949年 - ）
- 村岡栄一（1949年 - ）
- 諸星大二郎（1949年 - ）
- あしべゆうほ（1949年 - ）
- 神保あつし（1949年 - ）
- 弓月光（1949年 - ）
- さだやす圭（1949年 - ）
- こだま兼嗣（1949年 - ）
- 聖悠紀（1949年 - 2022年）
- やまさき拓味（1949年 - ）
- 湖川友謙（1950年 - ）
- 川尻善昭（1950年 - ）
- 郷力也（1950年 - ）
- 能條純一（1951年 - ）
- あだち充（1951年 - ）
- いしかわじゅん（1951年 - ）
- 村上もとか（1951年 - ）
- 押井守（1951年 - ）
- 風間宏子（1951年 - ）
- いしいひさいち（1951年 - ）
- 貞光紳也（1951年 - ）
- 男鹿和雄（1952年 - ）
- 村生ミオ（1952年 - 2022年）
- ますむらひろし（1952年 - ）
- 秋本治（1952年 - ）
- 大野広司（1952年 - ）
- 魔夜峰央（1953年 - ）
- 沢田ユキオ（1953年 - ）
- 小林よしのり（1953年 - ）
- 谷村ひとし（1953年 - ）
- 高橋よしひろ（1953年 - ）
- コジロー（1953年 - ）
- 新田たつお（1953年 - ）
- 車田正美（1953年 - ）
- しぎのあきら（1954年 - 2024年）
- 星野之宣（1954年 - ）
- 広井王子（1954年 - ）
- 山本おさむ（1954年 - ）
- うえやまとち（1954年 - ）
- 中山星香（1954年 - ）
- 大島やすいち（1954年 - ）
- 渡辺みちお（1954年 - ）
- 小倉宏昌（1954年 - ）
- いがらしみきお（1955年 - ）
- 鳥山明（1955年 - 2024年）
- のむらしんぼ（1955年 - ）
- はしもとみつお（1955年 - ）
- 天王寺大（1955年 - ）
- 室山まゆみ
  - 室山眞弓（1955年 - ）
  - 室山眞里子（1957年 - ）
- たなか亜希夫（1956年 - ）
- 大地丙太郎（1956年 - ）
- 鍋島修（1956年 - ）
- 酒井美羽（1956年 - ）
- 高橋葉介（1956年 - ）
- 吉田秋生（1956年 - ）
- 宮﨑克（1956年 - ）
- 槇村さとる（1956年 - ）
- 平野俊貴（1956年 - ）
- 来賀友志（1956年 - 2022年）
- 松苗あけみ（1956年 - ）
- 柴門ふみ（1957年 - ）
- 楠みちはる（1957年 - ）
- 板垣恵介（1957年 - ）
- 穴久保幸作（1957年 - ）
- 山本康人（1957年 - ）
- 魚戸おさむ（1957年 - ）
- 近藤ようこ（1957年 - ）
- 逢坂みえこ（1957年 - ）
- 毛利和昭（1957年 - ）
- 平山智（1957年 - ）
- 亀垣一（1957年 - ）
- 秋月りす（1957年 - ）
- 高口里純（1957年 - ）
- 高橋留美子（1957年 - ）
- ゆうきまさみ（1957年 - ）
- 山科けいすけ（1957年 - ）
- 三田紀房（1958年 - ）
- しげの秀一（1958年 - ）
- 大宙征基（1958年 - ）
- 小林まこと（1958年 - ）
- 佐藤好春（1958年 - ）
- 猿渡哲也（1958年 - ）
- 久住昌之（1958年 - ）
- 業田良家（1958年 - ）
- 福本伸行（1958年 - ）
- 徳弘正也（1959年 - ）
- 嶺岸信明（1959年 - ）
- 細野不二彦（1959年 - ）
- 夏原武（1959年 - ）
- 浦沢直樹（1960年 - ）
- 庵野秀明（1960年 - ）
- 荒木飛呂彦（1960年 - ）
- 高橋陽一（1960年 - ）
- いましろたかし（1960年 - ）
- 吉田聡（1960年 - ）
- ゆでたまご
  - 嶋田隆司（1960年 - ）
  - 中井義則（1961年 - ）
- 島本和彦（1961年 - ）
- 阿部記之（1961年 - ）
- 原哲夫（1961年 - ）
- 樹林伸（1962年 - ）
- 田村由美（1962年 - ）
- 森下裕美（1962年 - ）
- 恩田尚之（1962年 - ）
- 青山剛昌（1963年 - ）
- 山原義人（1963年 - ）
- 稲田浩司（1964年 - ）
- 藤田和日郎（1964年 - ）
- 皆川亮二（1964年 - ）
- 三条陸（1964年 - ）
- 湯浅政明（1965年 - ）
- 浜岡賢次（1965年 - ）
- 満田拓也（1965年 - ）
- 椎名高志（1965年 - ）
- さとうふみや（1965年 - ）
- 森川ジョージ（1966年 - ）
- 冨樫義博（1966年 - ）
- 三浦建太郎（1966年 - 2021年）
- 谷口悟朗（1966年 - ）
- 山口貴由（1966年 - ）
- 森恒二（1966年 - ）
- 森田まさのり（1966年 - ）
- 井上雄彦（1967年 - ）
- 宮崎吾朗（1967年 - ）
- 細田守（1967年 - ）
- CLAMP
  - 大川七瀬（1967年 - ）
  - もこな（1968年 - ）
  - 猫井椿（1969年 - ）
  - いがらし寒月（1969年 - ）
- 曽田正人（1968年 - ）
- 赤松健（1968年 - ）
- 安藤雅司（1969年 - ）
- 小畑健（1969年 - ）
- 玉井雪雄（1970年 - ）
- 和月伸宏（1970年 - ）
- 許斐剛（1970年 - ）
- 渡辺航（1971年 - ）
- 南勝久（1971年 - ）
- 吉崎観音（1971年 - ）
- 石塚真一（1971年 - ）
- boichi（1973年 - ）
- 新海誠（1973年 - ）
- 荒川弘（1973年 - ）
- 吉本浩二（1973年 - ）
- 花沢健吾（1974年 - ）
- 篠原健太（1974年 - ）
- 芦原妃名子（1974年 - 2024年）
- 寺嶋裕二（1974年 - ）
- 岸本斉史（1974年 - ）
- 尾田栄一郎（1975年 - ）
- 原泰久（1975年 - ）
- 畑健二郎（1975年 - ）
- 柳内大樹（1975年 - ）
- 佐藤まさき（1976年 - ）
- 稲垣理一郎（1976年 - ）
- 池本幹雄（1977年 - ）
- 鈴木央（1977年 - ）
- 真島ヒロ（1977年 - ）
- 久保帯人（1977年 - ）
- とよたろう（1978年 - ）
- 村田雄介（1978年 - ）
- 小山宙哉（1978年 - ）
- 松井優征（1979年 - ）
- 矢吹健太朗（1980年 - ）
- 田村隆平（1980年 - ）
- 安田剛士（1980年 - ）
- 遠藤達哉（1980年 - ）
- 葦原大介（1981年 - ）
- 松本直也（1982年 - ）
- 藤巻忠俊（1982年 - ）
- 吉河美希（1982年 - ）
- 古舘春一（1983年 - ）
- 中村光（1984年 - ）
- 田畠裕基（1984年 - ）
- 宮島礼吏（1985年 - ）
- 山本崇一朗（1986年 - ）
- 諫山創（1986年 - ）
- ONE（1986年 - ）
- 堀越耕平（1986年 - ）
- 石田スイ（1986年 - ）
- ノ村優介（1987年 - ）
- 佐野菜見（1987年 - 2023年）
- 金城宗幸（1987年 - ）
- 横槍メンゴ（1988年 - ）
- 赤坂アカ（1988年 - ）
- 吾峠呼世晴（1989年 - ）
- 仲間りょう（1990年 - ）
- オダトモヒト（1991年 - ）
- 春場ねぎ（1991年 - ）
- 芥見下々（1992年 - ）
- 藤本タツキ（1992年 - ）
- 大童澄瞳（1993年 - ）
- 板垣巴留（1993年 - ）
- 三浦糀（1995年 - ）
- 魚豊（1997年 - ）